# Административно деление на Боливия
Боливия е разделена на 9 департамента (на испански: departamentos):
- Чукисака – (Сукре)
- Кочабамба – (Кочабамба)
- Бени – (Тринидад)
- Ла Пас – (Ла Пас)
- Оруро – (Оруро)
- Пандо – (Кобиха)
- Потоси – (Потоси)
- Санта Крус – (Санта Крус де ла Сиера)
- Тариха – (Тариха)

Всеки департамент се разделя на провинции (на испански: provincias) и общини (на испански: municipios).